# José Carlos Barba
José Carlos Barba Paz (Santa Cruz, Bolivia. 21 de abril de 1985) es un futbolista boliviano. Se desempeña en posición de defensa y actualmente juega en el Club Stormers San Lorenzo de la Asociación de Fútbol Potosí

## Clubes
| Club                      | País    | Años        |
| ------------------------- | ------- | ----------- |
| Blooming                  | Bolivia | 2003 - 2005 |
| La Paz FC                 | Bolivia | 2006 - 2007 |
| Destroyers                | Bolivia | 2007 - 2009 |
| Real América              | Bolivia | 2010        |
| Aurora                    | Bolivia | 2011 - 2012 |
| Bolívar                   | Bolivia | 2012 - 2014 |
| Universitario de Pando    | Bolivia | 2014        |
| Wilstermann               | Bolivia | 2014 - 2015 |
| Club Real Potosí          | Bolivia | 2015 - 2016 |
| Royal Pari Fútbol Club    | Bolivia | 2016        |
| Club Deportivo Petrolero  | Bolivia | 2016 - 2017 |
| Club Stormers San Lorenzo | Bolivia | 2020 -      |